# ジャンシャニアン
| 累代        | 代     | 紀           | 基底年代 Mya |
| ----------- | ------ | ------------ | ------------ |
| 顕生代      | 新生代 | 第四紀       | 2.58         |
| 顕生代      | 新生代 | 新第三紀     | 23.03        |
| 顕生代      | 新生代 | 古第三紀     | 66           |
| 顕生代      | 中生代 | 白亜紀       | 145          |
| 顕生代      | 中生代 | ジュラ紀     | 201.3        |
| 顕生代      | 中生代 | 三畳紀       | 251.902      |
| 顕生代      | 古生代 | ペルム紀     | 298.9        |
| 顕生代      | 古生代 | 石炭紀       | 358.9        |
| 顕生代      | 古生代 | デボン紀     | 419.2        |
| 顕生代      | 古生代 | シルル紀     | 443.8        |
| 顕生代      | 古生代 | オルドビス紀 | 485.4        |
| 顕生代      | 古生代 | カンブリア紀 | 541          |
| 原生代      | 原生代 | 原生代       | 2500         |
| 太古代      | 太古代 | 太古代       | 4000         |
| 冥王代      | 冥王代 | 冥王代       | 4600         |
| 1. 2. 3. 4. |        |              |              |

ジャンシャニアンまたは江山期（こうざんき、英: Jiangshanian）は、地質時代名の一つ。約4億9400万年前から約4億8950万年前にあたる、カンブリア紀の四番目の世を三分した中期。前の期はカンブリア紀の四番目の世の前期ペイビアン、次の期は四番目の世の後期にあたる第十期。
基底は三葉虫のアグノストテス・オリエンタリスの初出現で定義されている。名前は中華人民共和国浙江省の江山市にちなんで命名された。ジャンシャニアンの国際標準模式層断面及び地点(GSSP)は江山市の10キロメートル北方に位置する碓辺の "碓辺Bセクション" (北緯28度48分57秒 東経118度36分54秒 / 北緯28.815967度 東経118.614933度)である。